# Liste der Biografien/Laur
Liste der Biografien |
Portal Biografien |
Personensuche
# |
A |
B |
C |
D |
E |
F |
G |
H |
I |
J |
K |
L |
M |
N |
O |
P |
Q |
R |
S |
T |
U |
V |
W |
X |
Y |
Z |
?
 
La |
Lb |
Lc |
Le |
Lg |
Lh |
Li |
Lj |
Ll |
Lm |
Lo |
Lp |
Lt |
Lu |
Lv |
Lw |
Lx |
Ly |
Lz
 
Laa |
Lab |
Lac |
Lad |
Lae–Lah |
Lai |
Laj |
Lak |
Lal |
Lam |
Lan |
Lao |
Lap |
Laq |
Lar |
Las |
Lat |
Lau |
Lav |
Law |
Lax |
Lay |
Laz
 
Laua |
Laub |
Lauc |
Laud |
Laue |
Lauf |
Laug |
Lauh |
Laui |
Lauj |
Lauk |
Laul |
Laum |
Laun |
Laup |
Laur |
Laus |
Laut |
Lauv |
Lauw |
Laux |
Lauz
Die Liste der Biografien führt alle Personen auf, die in der deutschsprachigen Wikipedia einen Artikel haben. Dieses ist eine Teilliste mit 364 Einträgen von Personen, deren Namen mit den Buchstaben „Laur“ beginnt.

## Laur
- Laur von Münchhofen, Maximilian (1863–1936), deutscher Verwaltungsbeamter und Landrat
- Laur, Ernst (1871–1964), Schweizer Agronom und Verbandsfunktionär
- Laur, Eugen (* 1825), deutscher Romanist
- Laur, Ferdinand Samuel (1791–1854), badisch-schweizerischer Komponist, Dirigent, Chorleiter und Musikpädagoge
- Laur, Francis (1844–1934), französischer Bergbauingenieur, Industrieexperte, Fachautor und Politiker
- Laur, Katrin (* 1955), estnische Filmregisseurin und Schriftstellerin
- Laur, Otfried (* 1942), deutscher Kulturmanager und Unternehmer
- Laur, Peter (* 1934), deutscher Chemiker
- Laur, Rouven (1994–2024), deutscher Polizeihauptkommissar
- Laur, Wilhelm Friedrich (1858–1934), deutscher Architekt und Landeskonservator
- Laur, Wolfgang (1921–2009), deutscher Philologe
- Laur-Belart, Rudolf (1898–1972), Schweizer Provinzialrömischer Archäologe und Hochschullehrer

### Laura
- L’Aura (* 1984), italienische Popmusikerin
- Laura von Córdoba († 864), Märtyrerin, Heilige
- Laura, Carlos di (* 1964), peruanischer Tennisspieler
- Laura, Cinta (* 1993), deutsch-indonesische Schauspielerin, Sängerin und Model
- Laura, Massimo (* 1957), italienischer Konzertgitarrist
- Lauraguais, Élisabeth-Pauline de (1737–1794), französische Adlige
- Laurain, Antoine (* 1972), französischer Schriftsteller
- Laurain, Jean (1921–2008), französischer Politiker (PS), Mitglied der Nationalversammlung
- Laurain, Louis (* 1984), französischer Jazz- und Improvisationsmusiker
- Laurana, Francesco (1430–1502), italienischer Bildhauer und Architekt
- Laurana, Luciano, italienischer Baumeister und Architekt der Renaissance
- Laurance, Axel (* 2001), französischer RadrennfahrerAxel Laurance (* 2001)

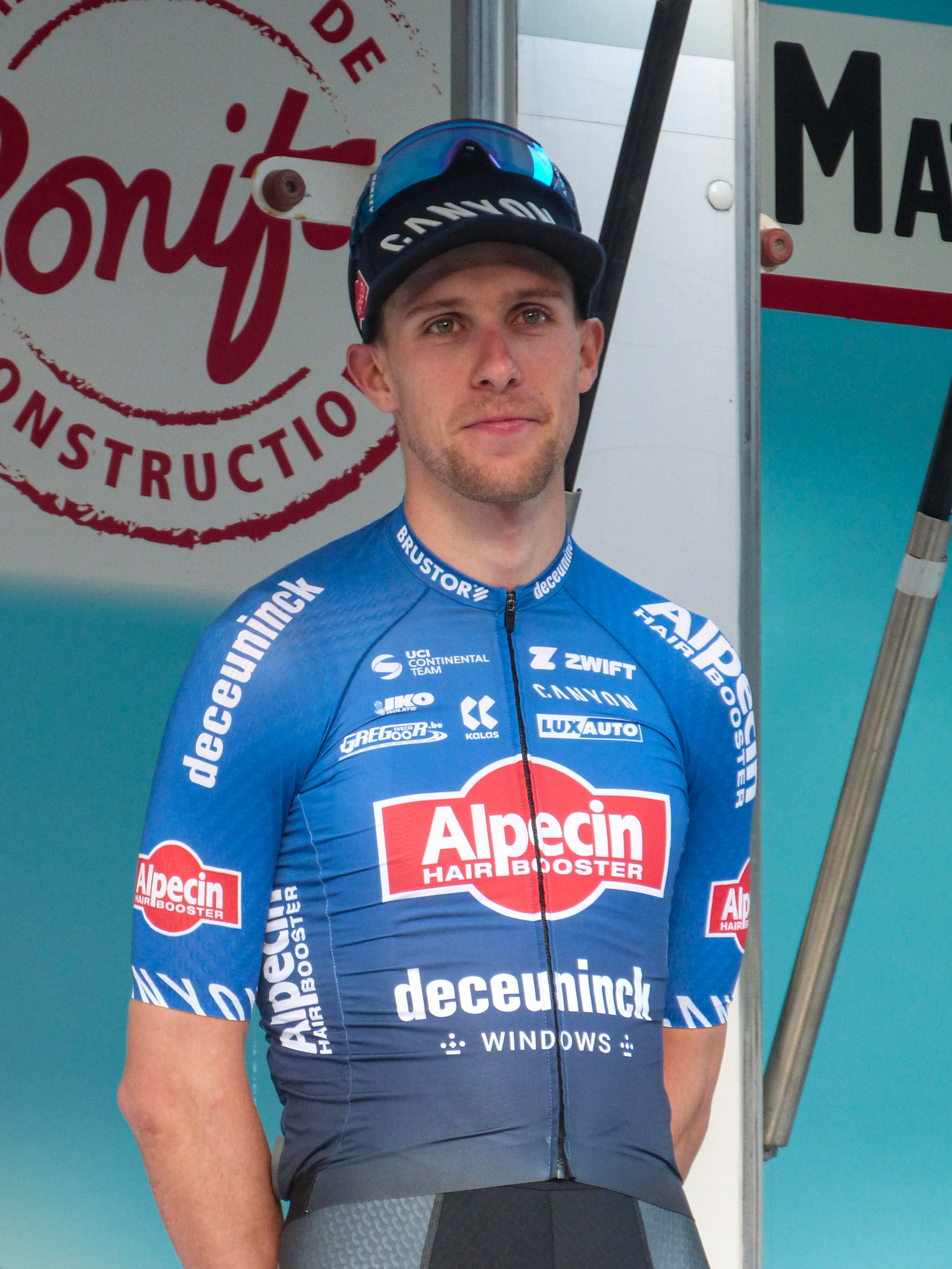
Axel Laurance (* 2001)

- Laurance, Bill (* 1981), britischer Fusionmusiker (Piano, Komposition)
- Laurance, Ewa (* 1964), schwedische Poolbillardspielerin
- Laurance, John (1750–1810), englisch-amerikanischer Jurist und Politiker (Föderalistische Partei)
- Laurant, Guillaume (* 1961), französischer Drehbuchautor
- Lauras, Samuel (* 1954), französischer römisch-katholischer Ordenspriester, Abt des Zisterzienserklosters strengerer Observanz Nový Dvůr
- Laurat, Lucien (1898–1973), österreichisch-französischer Marxist

### Laurb
- Laurberg, Ferdinand (1904–1941), estnischer Fußballnationalspieler und Bandyspieler
- Laurberg, Julie (1856–1925), dänische Porträt- als auch eine Architekturfotografin sowie Unternehmerin

### Laure
- Laure, Carole (* 1948), kanadische SchauspielerinCarole Laure (* 1948)

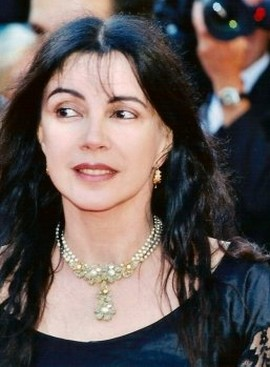
Carole Laure (* 1948)

- Laure, Émile (1881–1957), französischer General
- Laure, Irène (1898–1987), französische Politikerin, Mitglied der Nationalversammlung
- Laure, Mike (1937–2000), mexikanischer Sänger
- Laureani, Gabriele (1788–1849), italienischer Geistlicher, Bibliothekar und Archivar
- Laureano, Marta, mexikanische Mutter, die mit ihrem Kind englisch sprechen musste
- Laureau, Gérard (1920–2002), französischer Automobilrennfahrer und Unternehmer
- Lauredi, Nello (1924–2001), französischer Radrennfahrer
- Laureiro, Bernardo (* 1992), uruguayischer Fußballspieler
- Laurel, Brenda (* 1950), US-amerikanische Informatikerin, Computerspieledesignerin und Professorin
- Laurel, Ida K. (1899–1980), russische Sängerin und Schauspielerin
- Laurel, José P. (1891–1959), philippinischer Präsident
- Laurel, Salvador (1928–2004), philippinischer Politiker
- Laurel, Sotero (1918–2009), philippinischer Politiker
- Laurel, Stan (1890–1965), britischer Filmkomiker, Drehbuchautor, Regisseur und ProduzentStan Laurel (1890–1965)

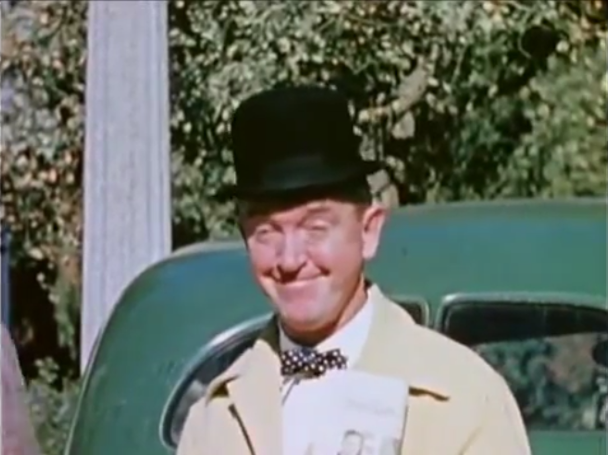
Stan Laurel (1890–1965)

- Laurell (* 1979), kanadische Musikerin und Songwriterin
- Laurell, Anna (* 1980), schwedische Boxerin
- Lauremberg, Jakob Sebastian (1619–1668), deutscher Historiker und Jurist
- Lauremberg, Johann (1590–1658), niederdeutscher Schriftsteller
- Lauremberg, Peter (1585–1639), deutscher Hochschullehrer und Schriftsteller der Barockzeit
- Lauremberg, Wilhelm (1547–1612), Mediziner und Mathematiker, Rektor der Universität
- Lauren (* 2002), brasilianische Fußballspielerin
- Lauren, Dyanna (* 1965), US-amerikanische Pornodarstellerin
- Lauren, Dylan (* 1974), US-amerikanische Unternehmerin
- Lauren, Jana (* 1970), deutsche Leichtathletin
- Lauren, Joy (* 1989), US-amerikanische Schauspielerin
- Lauren, Mark (* 1972), US-amerikanischer Autor, Apnoe-Taucher und Thaiboxer
- Lauren, Melissa (* 1984), französische Pornodarstellerin und -regisseurin
- Lauren, Ralph (* 1939), US-amerikanischer ModedesignerRalph Lauren (* 1939)

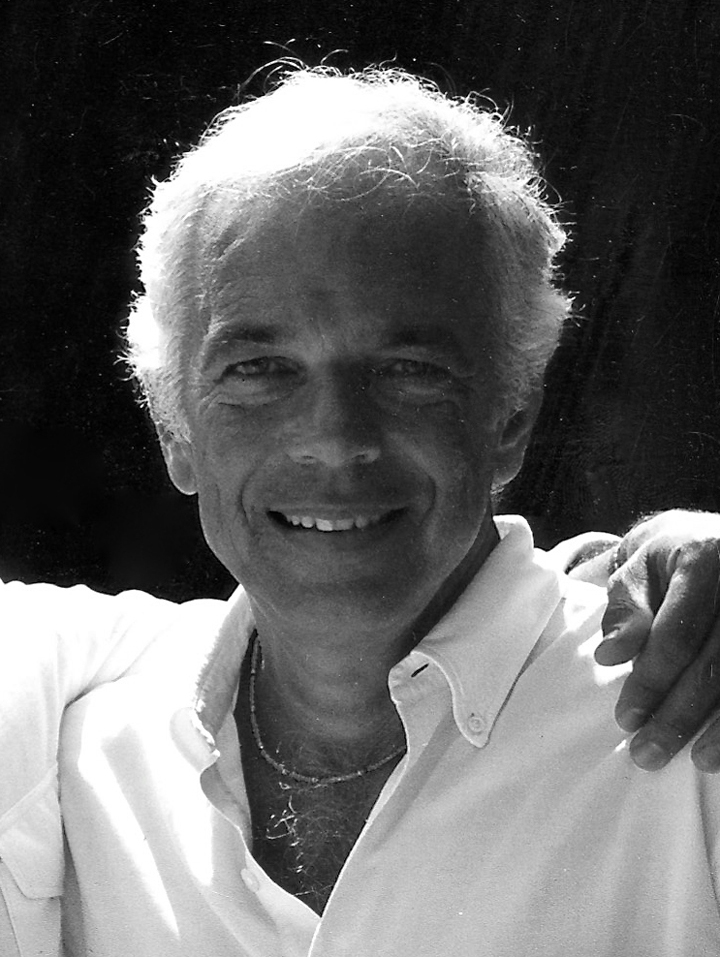
Ralph Lauren (* 1939)

- Lauren, Tammy (* 1968), US-amerikanische Schauspielerin
- Lauren, Toivo (* 1919), schwedischer Skispringer
- Laurėnas, Vaidutis (* 1958), litauischer Politologe und Hochschullehrer
- Laurence, schottischer Geistlicher
- Laurence († 1248), schottischer Geistlicher
- Laurence de Erganis, schottischer Geistlicher
- Laurence, Aimee (* 2005), US-amerikanische Schauspielerin
- Laurence, Ashley (* 1966), US-amerikanische Schauspielerin
- Laurence, Chris (* 1949), britischer Kontrabassist
- Laurence, Duncan (* 1994), niederländischer Sänger
- Laurence, French (1757–1809), englischer Politiker
- Laurence, Imane (* 2000), französische Schauspielerin
- Laurence, Jeté (* 2007), US-amerikanische Schauspielerin
- Laurence, Margaret (1926–1987), kanadische Schriftstellerin
- Laurence, Max (1852–1926), deutscher Schauspieler
- Laurence, Oona (* 2002), US-amerikanische Schauspielerin
- Laurence, Peter H. (1923–2007), britischer Diplomat
- Laurence, Sherisse, kanadische Sängerin und Moderatorin
- Laurence, Timothy (* 1955), britischer Marineoffizier und zweiter Ehemann von Prinzessin AnneTimothy Laurence (* 1955)

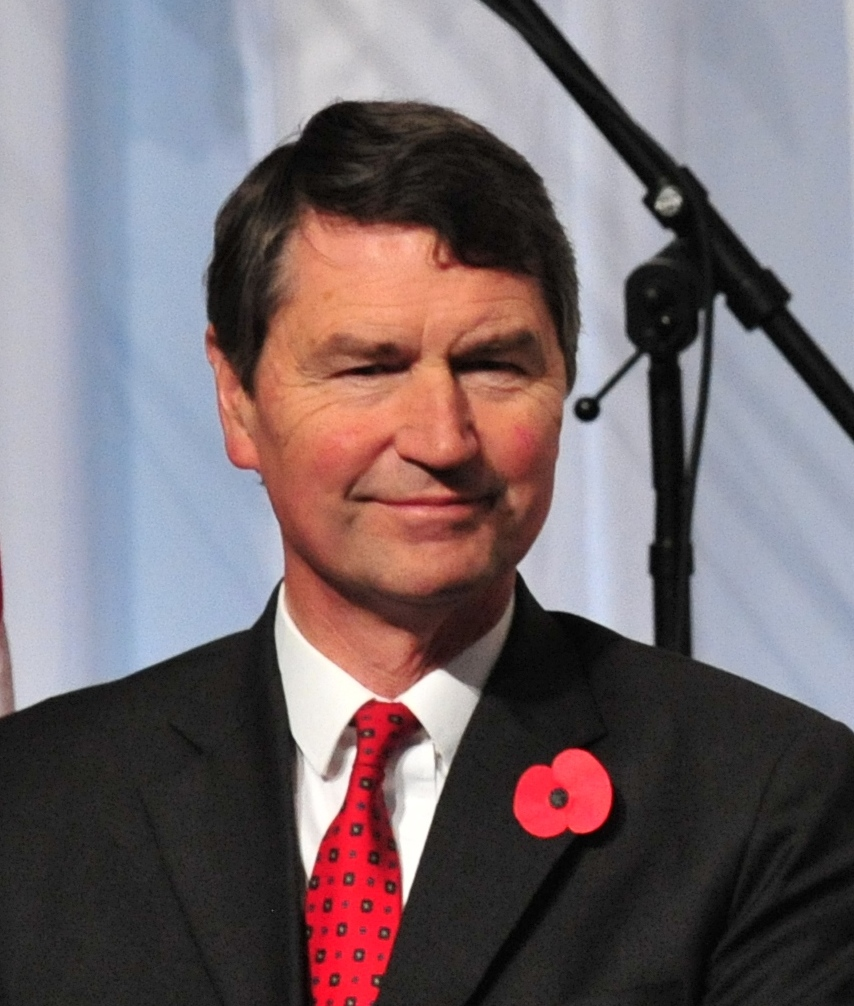
Timothy Laurence (* 1955)

- Laurence, William L. (1888–1977), US-amerikanischer Journalist litauischer Herkunft
- Laurencelle, Marcel (1914–1991), kanadischer Chorleiter, Musikpädagoge und Komponist
- Laurencin, Cato T. (* 1959), US-amerikanischer Mediziner und Ingenieur
- Laurencin, Ferdinand (1819–1890), österreichischer Musikschriftsteller und Musikkritiker
- Laurencin, François (1825–1892), französischer römisch-katholischer Geistlicher, Erzbischof und Apostolischer Administrator von Guadeloupe et Basse-Terre
- Laurencin, Junior (* 1985), US-amerikanischer Fußballspieler
- Laurencin, Marie (1883–1956), französische Lyrikerin und Malerin
- Laurencz, Szabolcs (* 1978), ungarischer Handballspieler
- Laurendeau, Alexandre (1870–1933), kanadischer Klarinettist, Oboist und Musikpädagoge
- Laurendeau, André (1912–1968), kanadischer Schriftsteller, Essayist, Journalist und Politiker
- Laurendeau, Arthur (1880–1963), kanadischer Sänger, Chorleiter und Musikpädagoge
- Laurendeau, Jean (* 1938), kanadischer Klarinettist, und Ondist und Musikpädagoge
- Laurendi, Cody (* 1988), US-amerikanischer Fußballtorwart
- Laurens, Bonaventure (1801–1890), französischer Maler und Autor
- Laurens, Camille (* 1957), französische Schriftstellerin und Gewinnerin des Prix Femina
- Laurens, Dagmar (* 1940), deutsche Fernseh- und Theaterschauspielerin
- Laurens, Friedrich Gottlieb von (1736–1803), preußischer Generalmajor, Chef des Infanterieregiments Nr. 56
- Laurens, Guillemette (* 1957), französische Opernsängerin (Mezzosopran) und Spezialistin für Alte Musik
- Laurens, Henri (1885–1954), französischer Bildhauer und Zeichner
- Laurens, Henry (1724–1792), US-amerikanischer Politiker
- Laurens, Henry (* 1954), französischer Historiker und Arabist
- Laurens, Jean-Paul (1838–1921), französischer Maler, Radierer und Bildhauer, sowie Zeichner und Illustrator
- Laurens, John (1754–1782), amerikanischer SoldatJohn Laurens (1754–1782)

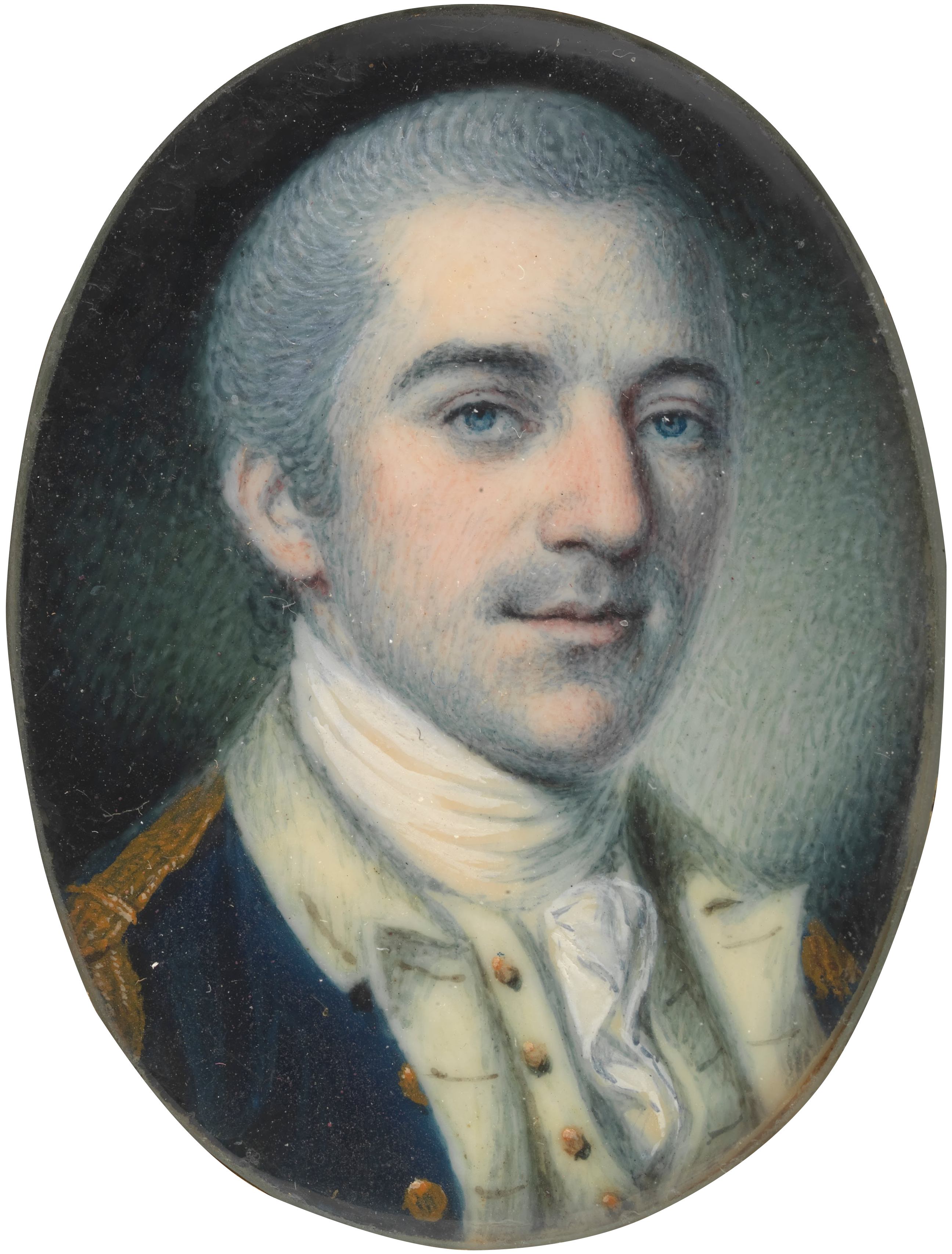
John Laurens (1754–1782)

- Laurens, Jules (1825–1901), französischer Maler, Radierer, Zeichner, Holzschneider und Schriftsteller
- Laurens, Marcel (* 1952), belgischer Radrennfahrer
- Laurens, Marthe (1886–1957), französische Künstlerin
- Laurens, Mathias Julius von (1755–1807), preußischer Generalmajor und zuletzt Chef des Ingenieurdepartements im Oberkriegskollegium
- Laurens, Rose (1951–2018), französische Sängerin
- Laurensen, Laurens († 1553), deutscher Theologe und Dominikanerprior
- Laurenson, James (1940–2024), neuseeländischer Schauspieler
- Laurenson, Richard (* 1968), neuseeländischer römisch-katholischer Geistlicher, Bischof von Hamilton in Neuseeland
- Laurent Giles, John (1901–1969), englischer Yachtdesigner
- Laurent Philippot, Karine (* 1974), französische Skilangläuferin
- Laurent von Belgien (* 1963), belgischer PrinzLaurent von Belgien (* 1963)

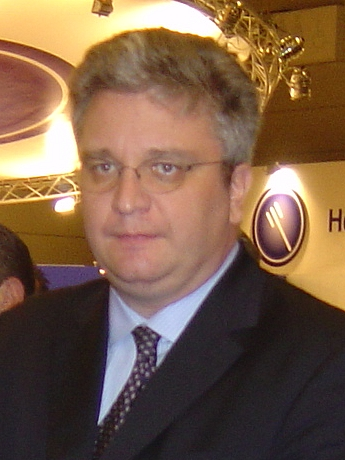
Laurent von Belgien (* 1963)

- Laurent, Adam (* 1971), US-amerikanischer Radrennfahrer
- Laurent, Alex (* 1993), luxemburgisch-deutscher Basketballspieler
- Laurent, Alexandre, französischer Filmregisseur und Drehbuchautor
- Laurent, Auguste (1807–1853), französischer Chemiker
- Laurent, Augustin (1896–1990), französischer Politiker, Mitglied der Nationalversammlung und Minister
- Laurent, Bruno (* 1975), belgischer Schachspieler
- Laurent, Charles (1910–1987), französischer Fußballspieler
- Laurent, Charles François (1856–1939), französischer Diplomat
- Laurent, Chloé (* 1981), französische Snowboarderin
- Laurent, Christophe (* 1977), französischer Radrennfahrer
- Laurent, Clayton (* 1990), US-amerikanischer Amateurboxer (Amerikanische Jungferninseln)
- Laurent, Draghixa (* 1973), kroatisch-französische Pornodarstellerin
- Laurent, Emelyne (* 1998), französische Fußballspielerin
- Laurent, Eugen (1844–1921), deutscher Richter am Oberlandesgericht Colmar
- Laurent, Francis (* 1986), französischer Fußballspieler
- Laurent, François (1810–1887), luxemburgischer Rechtsgelehrter und Historiker
- Laurent, Géraldine (* 1975), französische Jazz-Saxophonistin
- Laurent, Goulven (1925–2008), französischer Wissenschaftshistoriker
- Laurent, Grégoire (1906–1985), luxemburgischer Boxer und Boxtrainer
- Laurent, Greta (* 1992), italienische Skilangläuferin
- Laurent, Henri (1881–1954), französischer Fechter
- Laurent, Hermann (1841–1908), französischer Mathematiker
- Laurent, Hugues (1885–1990), französischer Filmarchitekt und Kurzfilmregisseur
- Laurent, Jacqueline (1918–2009), französische Schauspielerin
- Laurent, Jacques (1919–2000), französischer Schriftsteller und Journalist
- Laurent, Jean (1906–1995), französischer Fußballspieler
- Laurent, Jean (1909–2001), belgischer Violinist und Musikpädagoge
- Laurent, Johann Christian Mauritz (1810–1876), deutscher Lehrer und Bibliothekar
- Laurent, Johannes Theodor (1804–1884), deutscher Geistlicher, Apostolischer Vikar von Luxemburg
- Laurent, Josef (1808–1867), deutscher Historiker, Archivar und Bibliothekar
- Laurent, Joseph (1853–1923), deutscher Architekt und Baubeamter in Aachen
- Laurent, Joseph Jean Pierre (1823–1900), französischer Astronom
- Laurent, Lionel (* 1964), französischer Biathlet
- Laurent, Lucien (1907–2005), französischer Fußballspieler und -trainer
- Laurent, Marcel (1913–1994), französischer Radrennfahrer
- Laurent, Marie (1944–2015), französische Autorennfahrerin
- Laurent, Mélanie (* 1983), französische FilmschauspielerinMélanie Laurent (* 1983)

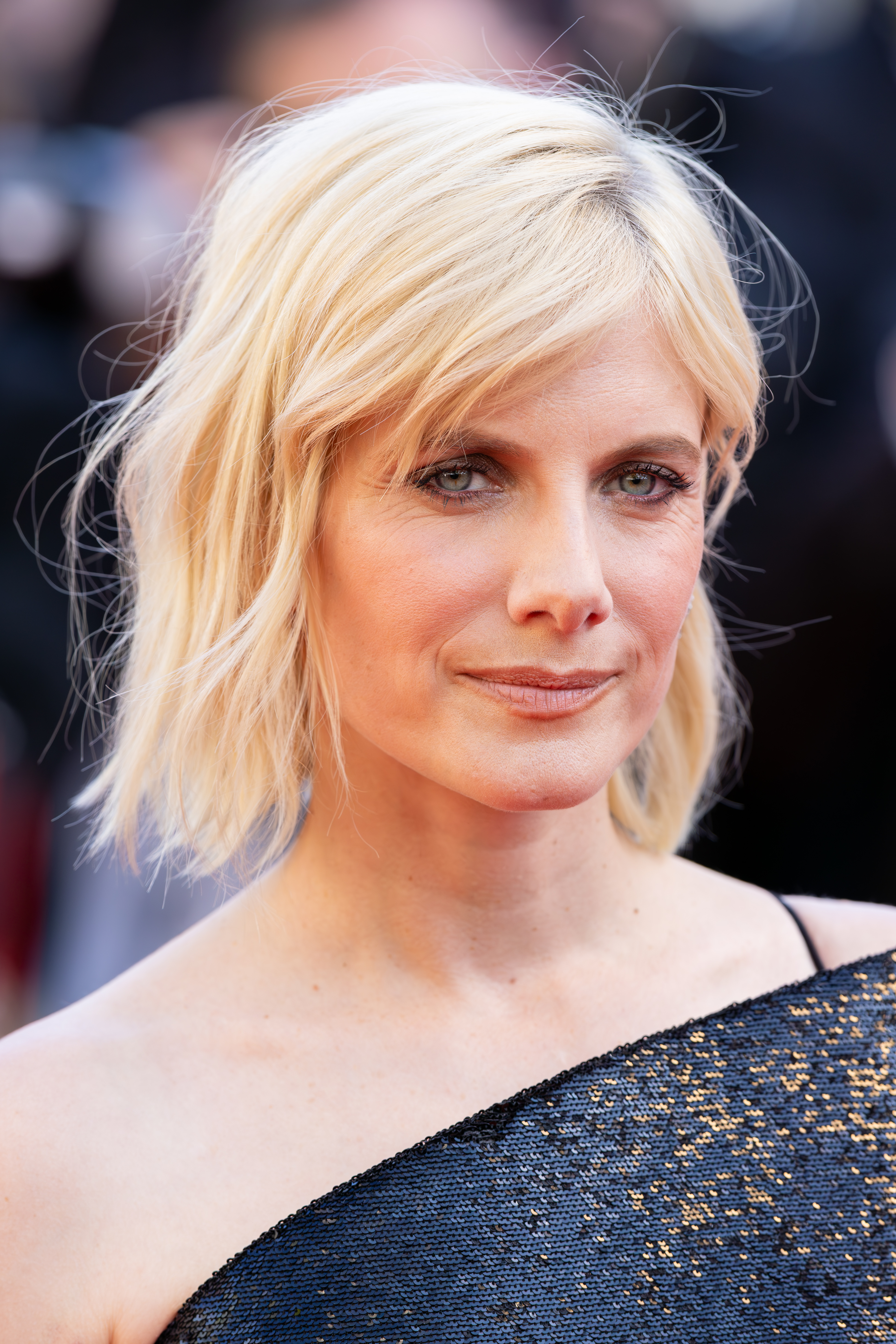
Mélanie Laurent (* 1983)

- Laurent, Méry (1849–1900), französische Kokotte und Muse verschiedener Künstler in ParisMéry Laurent (1849–1900)

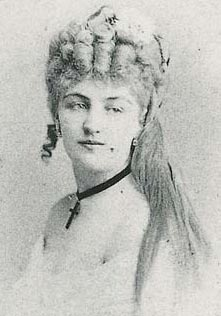
Méry Laurent (1849–1900)

- Laurent, Michel (* 1953), französischer Radrennfahrer
- Laurent, Mickaël, französischer Straßenradrennfahrer von Martinique
- Laurent, Mireille (1938–2015), französische Badmintonspielerin
- Laurent, Monique (* 1960), französische Mathematikerin
- Laurent, Nadine (* 2003), italienische Skilangläuferin
- Laurent, Paul (1925–1990), französischer Politiker (PCF), Mitglied der Nationalversammlung
- Laurent, Pierre (* 1956), französischer Schauspieler und Synchronsprecher
- Laurent, Pierre (* 1957), französischer Politiker
- Laurent, Pierre Alphonse (1813–1854), französischer Mathematiker
- Laurent, Raymond (1917–2005), belgischer Herpetologe
- Laurent, Rémi (1957–1989), französischer Filmschauspieler
- Laurent, Robert (1908–2001), französischer Historiker
- Laurent, Roger (1913–1997), belgischer Rennfahrer
- Laurent, Sophie (1792–1832), deutsche Theaterschauspielerin
- Laurent, Thomas (* 1998), französischer Autorennfahrer
- Laurent-Christensen, Axel (1895–1968), dänischer Arzt
- Laurent-Gengoux, Camille (* 1976), französischer Mathematiker
- Laurent-Gonnet, Tony (* 2003), thailändisch-französischer Fußballspieler
- Laurent-Gsell, Lucien (1860–1944), französischer Maler
- Laurent-Jan (1808–1877), französischer Maler, Autor und Mitarbeiter Honoré de Balzacs
- Laurent-Perrigot, Françoise (* 1950), französische Politikerin
- Laurent-Pichat, Léon (1823–1886), französischer Schriftsteller und Politiker
- Laurent-Täckholm, Vivi (1898–1978), schwedische Botanikerin und Kinderbuchautorin
- Laurenti Rosa, Silvio (1892–1965), italienischer Filmregisseur und Schauspieler sowie Drehbuchautor
- Laurenti, Bartolomeo († 1726), italienischer Komponist und Violinist des Barock
- Laurenti, Camillo (1861–1938), italienischer Geistlicher und Kurienkardinal der römisch-katholischen Kirche
- Laurenti, Cesare (1854–1936), venezianischer Maler
- Laurenti, Cesare (1865–1921), italienischer Marineingenieur und U-Boot-Konstrukteur
- Laurenti, Fabien (* 1983), französischer Fußballspieler
- Laurenti, Fabrizio (* 1956), italienischer Filmregisseur
- Laurenti, Girolamo Nicolò (1678–1751), italienischer Violinist und Komponist
- Laurenti, Josephus Nicolaus (1735–1805), österreichischer Arzt, Naturforscher, Herpetologe und Zoologe
- Laurenti, Mariano (1929–2022), italienischer Regisseur
- Laurenti, Pietro Paolo (1675–1719), italienischer Instrumentalist, Sänger und Komponist
- Laurenti, Rocco († 1709), italienischer Organist und Komponist
- Laurentianus, Laurentius († 1515), italienischer Mediziner und Philosoph
- Laurentie, Pierre-Sébastien (1793–1876), französischer Geschichtsschreiber und Publizist
- Laurentii, Laurentius (1660–1722), deutscher Kantor und Theologe
- Laurentin, René (1917–2017), französischer katholischer Theologe, Mariologe, Hochschullehrer und Autor
- Laurentino, Hugo (* 1984), portugiesischer Handballspieler
- Laurentinus, römisch-katholischer heiliger Märtyrer
- Laurentius, Gegenpapst
- Laurentius, Erzbischof von Gran
- Laurentius de Florentia, italienischer Komponist, Sänger und Musiklehrer
- Laurentius de Sent, Bildhauer und Architekt
- Laurentius Hispanus († 1248), italienischer Jurist
- Laurentius I. von Lebus († 1204), Bischof von Lebus
- Laurentius I. von Lilienfeld († 1541), 36. Abt von Stift Lilienfeld
- Laurentius II. von Lebus, Bischof von Lebus (1209–1232)
- Laurentius Paulinus Gothus (1565–1646), schwedischer lutherischer Theologe und Pfarrer, Erzbischof von Uppsala
- Laurentius Reiss († 1601), 44. Abt von Stift Lilienfeld
- Laurentius von Amalfi († 1049), Mönch von Montecassino, Erzbischof von Amalfi, Schriftsteller
- Laurentius von Březová, böhmischer Schriftsteller und Chronist
- Laurentius von Brindisi (1559–1619), italienischer Theologe und Heiliger der Katholischen KircheLaurentius von Brindisi (1559–1619)

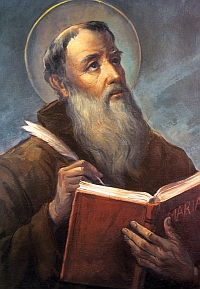
Laurentius von Brindisi (1559–1619)

- Laurentius von Byzanz († 166), Bischof von Byzanz
- Laurentius von Canterbury († 619), zweiter Erzbischof von Canterbury
- Laurentius von Durham († 1154), englischer Benediktinermönch, Dichter und Bischof
- Laurentius von Ratibor (1381–1448), schlesischer Mathematiker, Astronom und Theologe; Rektor der Universität Krakau
- Laurentius von Rom († 258), Archidiakon zur Zeit des Papstes Sixtus II., christlicher Märtyrer
- Laurentius von Wied, Schreibermönch der Zisterzienser
- Laurentius, Georg Friedrich (1594–1673), Arzt, Pharmazeut und Fachpublizist
- Laurentius, Moritz (1821–1891), deutscher Jurist und Politiker
- Laurentius, Paul (1554–1624), deutscher evangelisch-lutherischer Theologe
- Laurents, Arthur (1917–2011), US-amerikanischer Schriftsteller, Drehbuchautor und TheaterregisseurArthur Laurents (1917–2011)

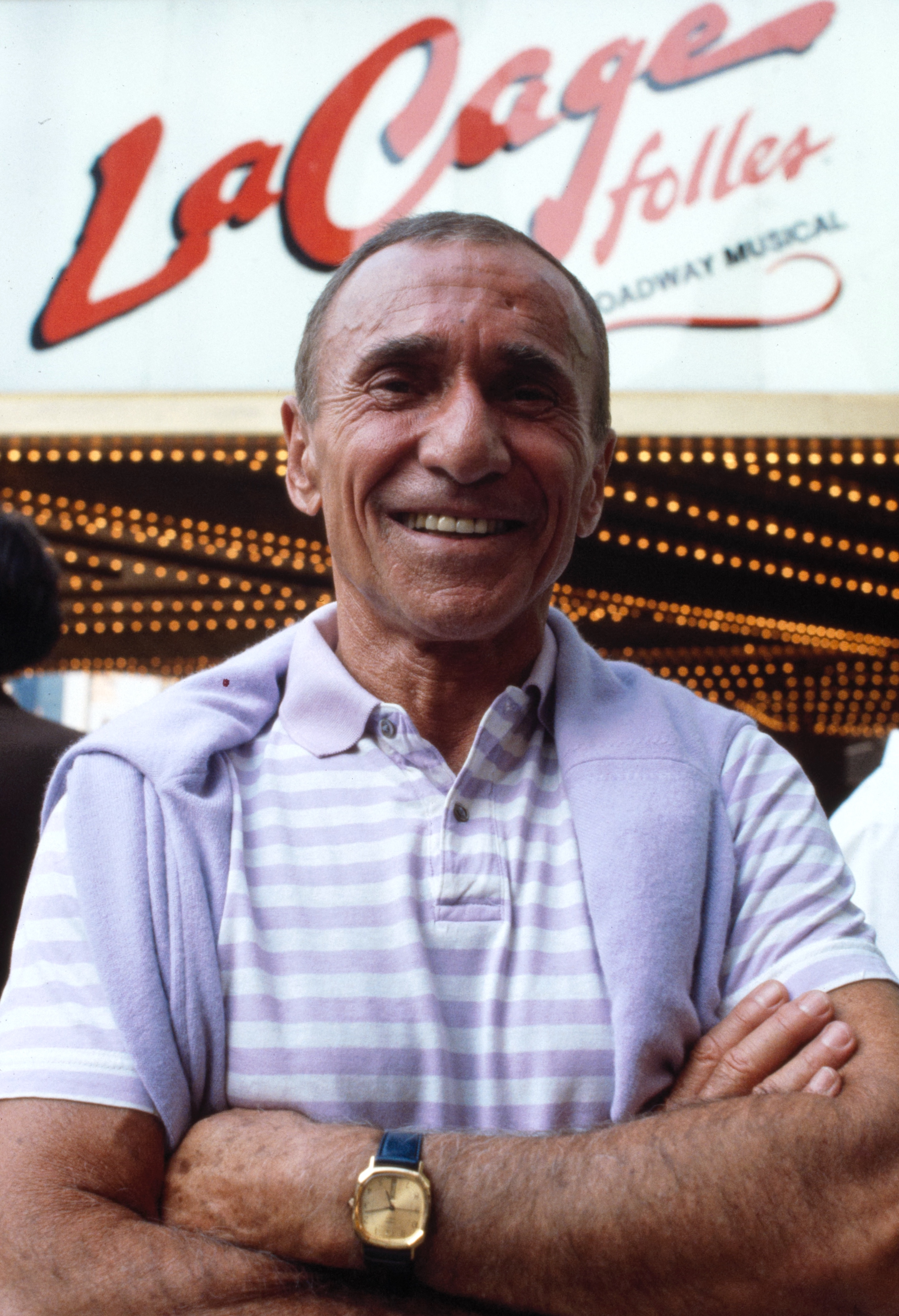
Arthur Laurents (1917–2011)

- Laurentz, William (1895–1922), französischer Tennisspieler
- Laurenz, Hermann (1836–1895), deutscher Textilunternehmer
- Laurenz, Johann Daniel (1772–1835), deutscher Kupferstecher, Zeichner und Maler
- Laurenz, Karl (1905–1955), deutscher Agent, wegen Spionage zum Tode verurteilt
- Laurenz, Michael (* 1978), deutscher Opernsänger (Tenor)
- Laurenz, Pedro (1902–1972), argentinischer Tango-Musiker und -Komponist
- Laurenzi, Carlo (1821–1893), italienischer Geistlicher, Kardinal
- Laurenzi, Dustin (* 1989), US-amerikanischer Jazzmusiker (Saxophon)
- Laurenzi, Luciano (1902–1966), italienischer Klassischer Archäologe
- Laurer, Berengar (1938–2018), deutscher Künstler
- Laurer, George J. (1925–2019), US-amerikanischer Ingenieur und Erfinder des Strichcodes (Universal Product Code)
- Laurer, Hans René (* 1944), österreichischer Rechtswissenschaftler
- Laurer, Johann Friedrich (1798–1873), deutscher Botaniker, Anatom und Pharmakologe
- Laurer, Robert (1899–1954), deutscher Naturheilkundler und Persönlichkeit der Bodenreform-Bewegung
- Laurerio, Dionisio Neagrus (1497–1542), italienischer Kardinal
- Laures, Johannes (1891–1959), deutscher, in Japan wirkender römisch-katholischer Ordensgeistlicher (Jesuit) und Hochschullehrer
- Lauret, Jorge (* 1969), argentinischer Mathematiker
- Lauret, Martin (* 1971), niederländischer Langstreckenläufer
- Laureti, Tommaso († 1602), italienischer Maler
- Lauretis, Teresa de (* 1938), italienisch-amerikanische Literaturwissenschaftlerin
- Lauretta, Damien (* 1992), französischer Schauspieler und Sänger
- Laureyns, Ferry (1507–1558), Botschafter der spanischen Niederlande im Vereinigten Königreich
- Laureys, Marc (* 1963), belgischer Philologe
- Laureyssens, Dirk, belgischer Spieleautor
- Laurezzari, Theodor (* 1880), deutscher Ruderer

### Lauri
- Lauri, Elena (1907–1961), dänisch-deutsche Schlagersängerin
- Lauri, Furio (1918–2002), italienischer Pilot im Zweiten Weltkrieg
- Lauri, Hannele (* 1952), finnische Schauspielerin
- Lauri, Kjell (1956–2023), schwedischer Orientierungsläufer
- Lauri, Lorenzo (1864–1941), italienischer Geistlicher, Kurienkardinal der römisch-katholischen Kirche
- Lauri, Maris (* 1966), estnische Politikerin
- Lauri-Volpi, Giacomo (1892–1979), italienischer Opernsänger (Tenor), Musikschriftsteller
- Lauría Calvo, Nicolás (* 1974), argentinischer Fußballspieler
- Lauria, Dan (* 1947), US-amerikanischer SchauspielerDan Lauria (* 1947)

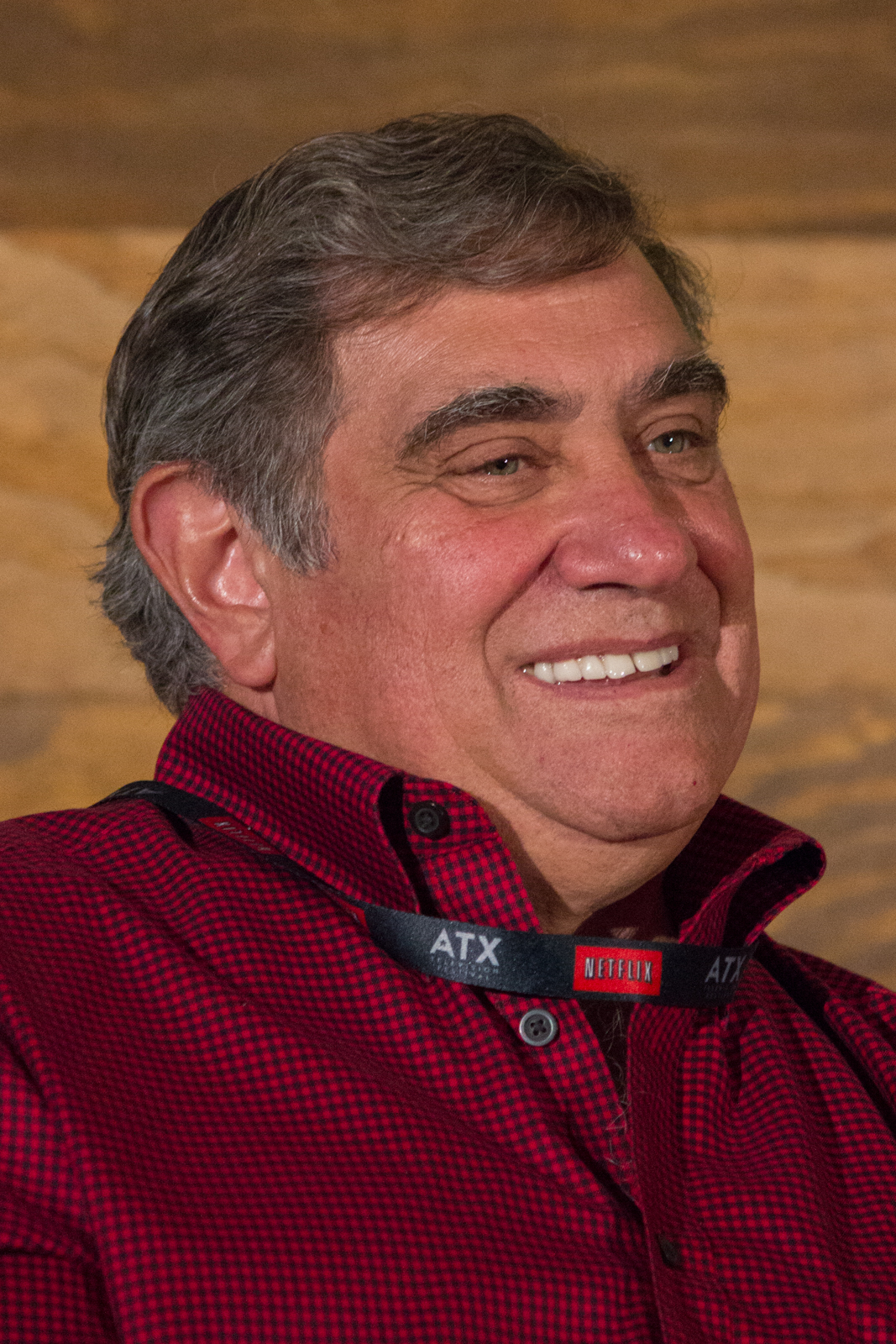
Dan Lauria (* 1947)

- Lauria, Matt (* 1982), US-amerikanischer Schauspieler
- Laurian († 546), Bischof und Märtyrer
- Lauricella, Calogero (1919–1989), römisch-katholischer Bischof von Syrakus
- Lauricella, Giuseppe (1867–1913), italienischer Mathematiker
- Lauricella, Salvatore (1922–1996), italienischer Politiker
- Laurich, Emil (1921–1985), deutscher SS-Hauptscharführer im KZ Majdanek
- Laurich, Harald (1920–1995), österreichischer Lehrer, Volksschuldirektor und Politiker (SPÖ), Landtagsabgeordneter der Steiermark
- Laurich, Yvonne (* 1970), deutsche Schauspielerin
- Lauridsen, John (* 1959), dänischer Fußballspieler
- Lauridsen, Morten (* 1943), US-amerikanischer Komponist
- Laurie, Annie (1924–2006), US-amerikanische Rhythm-and-Blues-Sängerin
- Laurie, Cy (1926–2002), britischer Jazzmusiker
- Laurie, Hugh (* 1959), britischer Schauspieler, Filmproduzent, Drehbuchautor, Komiker, Schriftsteller sowie Pianist, Gitarrist und SängerHugh Laurie (* 1959)

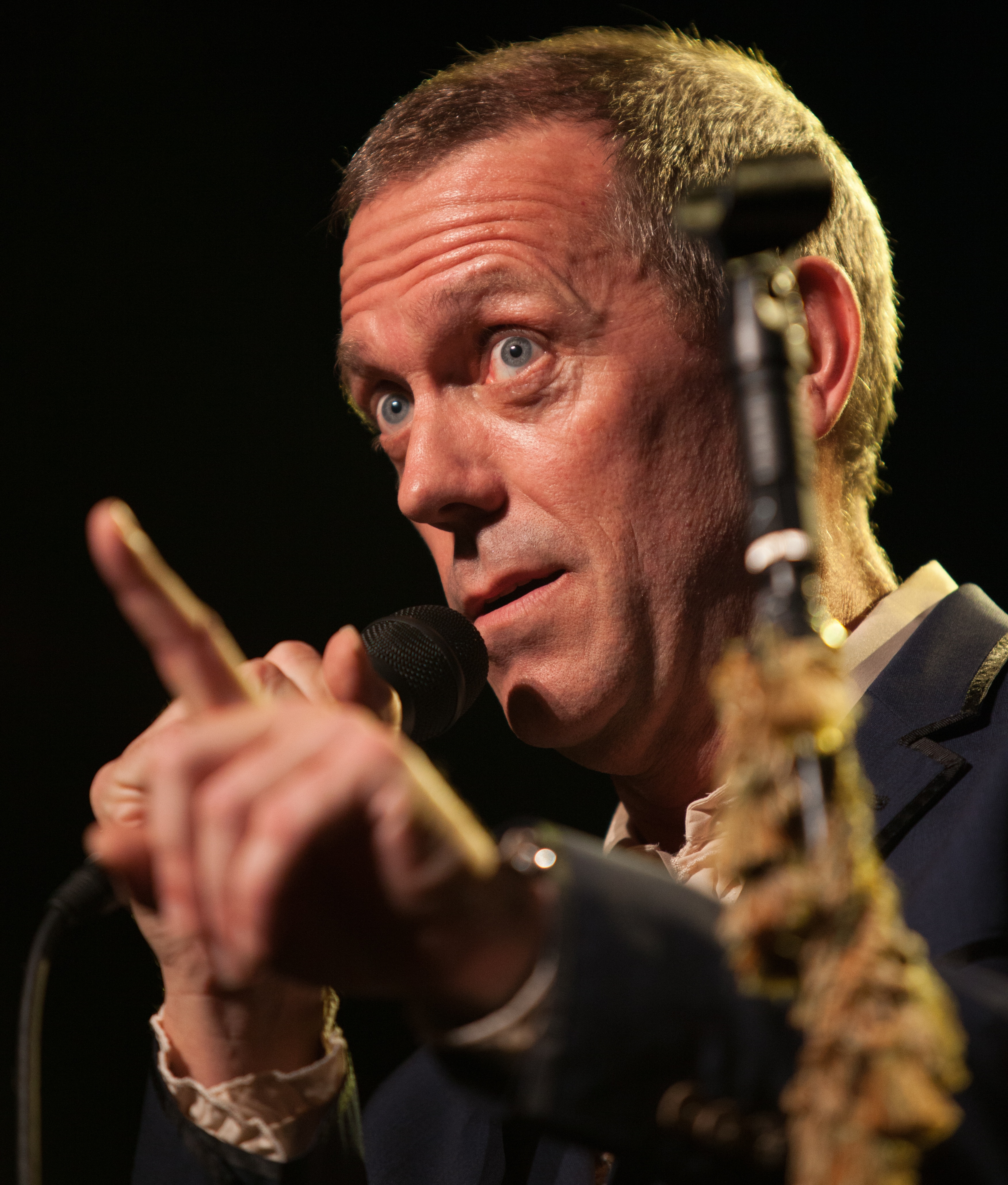
Hugh Laurie (* 1959)

- Laurie, John (1897–1980), schottischer Schauspieler
- Laurie, Louis (1917–2002), US-amerikanischer Boxer
- Laurie, Miracle (* 1981), US-amerikanische Schauspielerin
- Laurie, Piper (1932–2023), US-amerikanische Schauspielerin
- Laurie, Ran (1915–1998), britischer Ruderer
- Laurie, Stephen P., britischer Amateurastronom und Asteroidenentdecker
- Laurien, Hanna-Renate (1928–2010), deutsche Politikerin (CDU), MdL, MdA
- Laurienté, Armand (* 1998), französischer Fußballspieler
- Laurier, Angela (1962–2024), kanadische Zirkuskünstlerin, Kontorsionistin und Regisseurin
- Laurier, Charlotte (* 1966), kanadische Schauspielerin
- Laurier, Jim (* 1954), amerikanischer Kunstmaler und Illustrator
- Laurier, Lucie (* 1975), kanadische Schauspielerin
- Laurier, Wilfrid (1841–1919), kanadischer Politiker (Premierminister)Wilfrid Laurier (1841–1919)

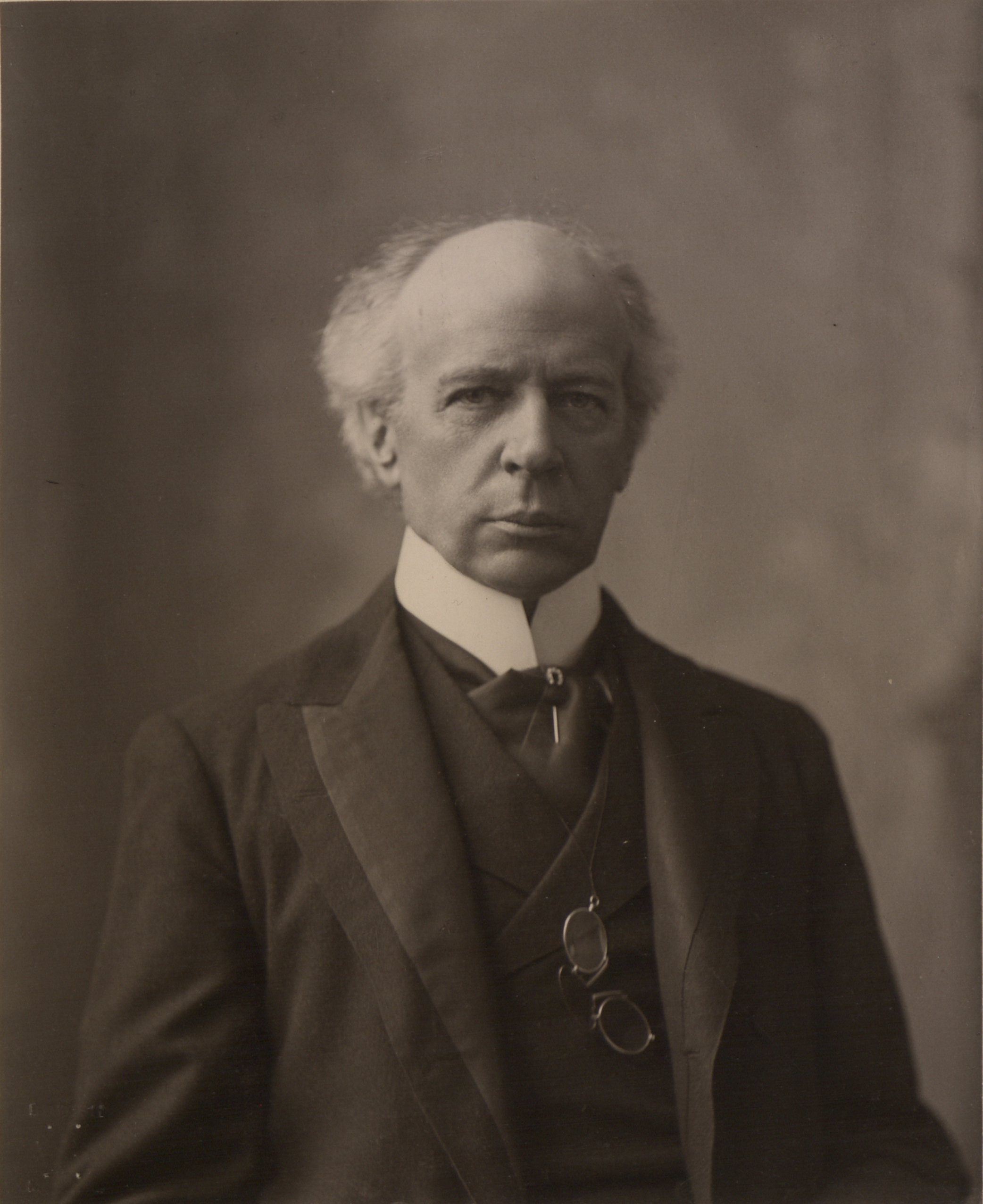
Wilfrid Laurier (1841–1919)

- Laurijsen, Martha (* 1954), niederländische Ruderin
- Laurikainen, Mika (* 1963), finnischer Fußballtrainer
- Laurila, Kalevi (1937–1991), finnischer Skilangläufer
- Laurila, Olavi (* 1940), finnischer Bogenschütze
- Laurillard, Alan (* 1946), kanadischer Komponist und Saxophonist
- Laurillard, Charles Léopold (1783–1853), französischer Zoologe und Paläontologe
- Laurin, Albert (1816–1900), preußischer Generalleutnant
- Laurin, Althéa (* 2001), französische Taekwondoin
- Laurin, Arvid (1901–1998), schwedischer Segler
- Laurin, Hugo (1844–1921), preußischer Generalleutnant
- Laurin, Marit (1904–1988), schwedische Anthroposophin, Übersetzerin und Nachdichterin
- Laurin, Rachel (1961–2023), kanadische Komponistin und Organistin
- Laurin, Václav (1865–1930), tschechischer Techniker und IndustriellerVáclav Laurin (1865–1930)

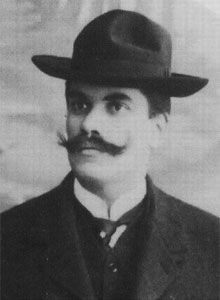
Václav Laurin (1865–1930)

- Laurinaitis, Arūnas (* 1961), litauischer Chemieingenieur
- Laurinaitis, Eugenijus (* 1951), litauischer Psychiater und Psychotherapeut
- Laurinaitis, James (* 1986), US-amerikanischer American-Football-Spieler
- Laurinaitis, John (* 1962), US-amerikanischer Wrestler
- Laurinaitis, Joseph (1960–2020), US-amerikanischer Wrestler
- Laurinavičius, Alfonsas (* 1947), litauischer Jurist und Historiker, Professor
- Laurinec, František (* 1951), slowakischer Fußballfunktionär
- Lauring, Bertel (1928–2000), dänischer Schauspieler
- Lauring, Gunnar (1905–1968), dänischer Schauspieler
- Lauring, Palle (1909–1996), dänischer Historiker und Schriftsteller
- Lauring, Sophie (* 1966), dänische Theaterregisseurin, Theaterintendantin und Schauspielerin
- Lauringer, Sophie (* 1971), österreichische Journalistin
- Laurinkus, Mečys (* 1951), litauischer Politiker und Diplomat
- Laurino, Felipe (* 1989), uruguayischer Fußballspieler
- Lauris, Jānis (1952–2011), lettischer Stabhochspringer
- Laurisch, Hans-Joachim (1929–2015), deutscher Fußballspieler
- Laurischk, Sibylle (1954–2020), deutsche Politikerin (FDP), MdB
- Lauristin, Johannes (1899–1941), estnischer Kommunist und Politiker, Mitglied des Riigikogu
- Lauristin, Marju (* 1940), estnische Politikerin, Mitglied des Riigikogu, MdEP
- Lauriston, Alexandre-Jacques-Bernard Law de (1768–1828), französischer General, Marschall von Frankreich
- Laurito, André (* 1983), deutscher Fußballspieler
- Lauritsch, Josef (1918–2003), österreichischer Politiker (VdU, FPÖ), Mitglied des Bundesrates
- Lauritsch, Magdalena (* 1988), österreichische Filmregisseurin und DrehbuchautorinMagdalena Lauritsch (* 1988)

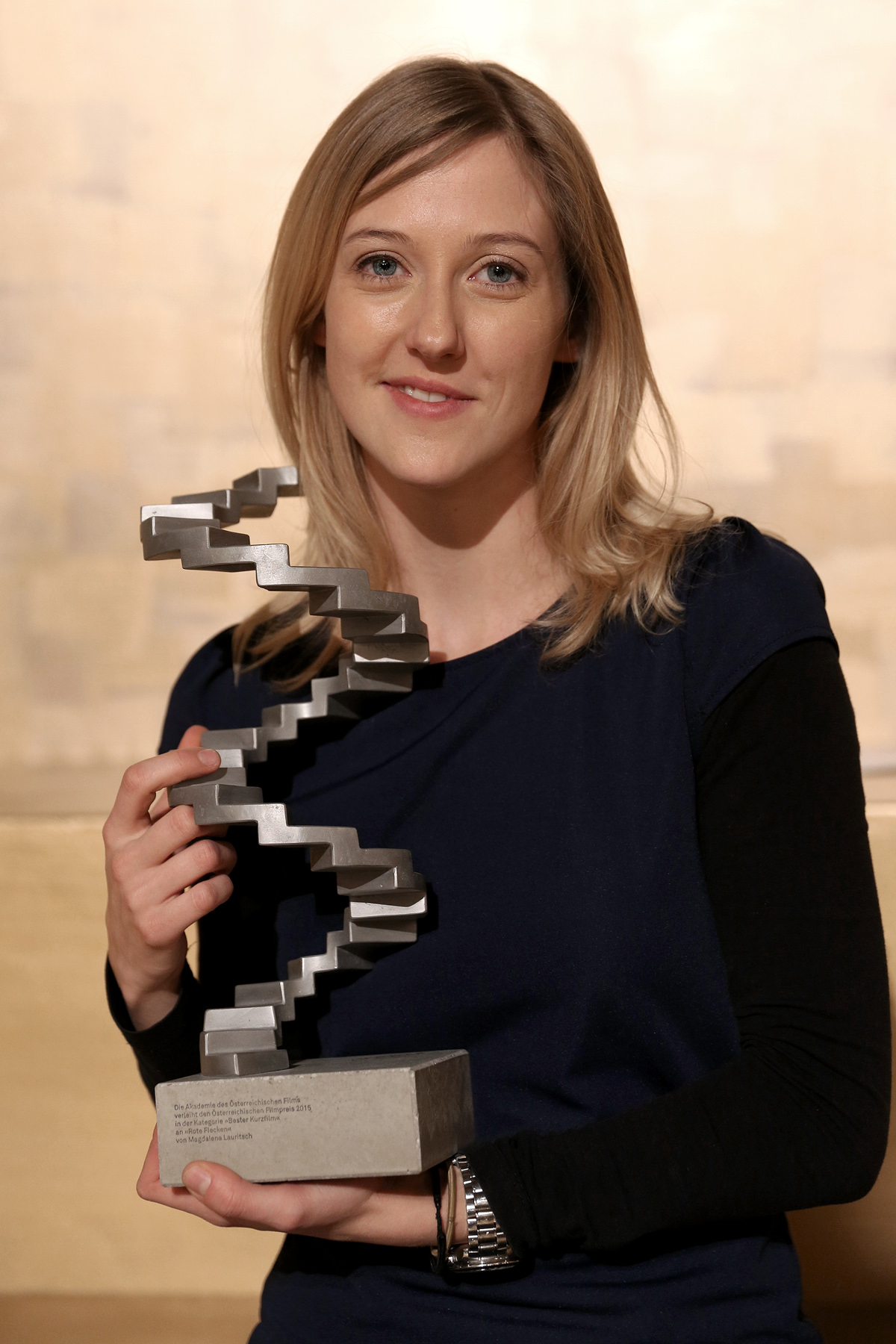
Magdalena Lauritsch (* 1988)

- Lauritsch, Max (1917–2009), österreichischer Politiker (SPÖ), Bürgermeister von Landskron und Vizebürgermeister von Villach
- Lauritsen, Charles (1892–1968), dänisch-US-amerikanischer experimenteller Kernphysiker
- Lauritsen, Janet, US-amerikanische Soziologin und Kriminologin
- Lauritsen, Kristian (1924–2015), dänischer Propst in Grönland und Pastor
- Lauritsen, Thomas (1915–1973), US-amerikanischer experimenteller Kernphysiker
- Lauritson, Peter (* 1952), amerikanischer Film- und Fernsehproduzent sowie Regisseur
- Lauritzen, Carl (1879–1940), dänischer Theater- und Stummfilmschauspieler
- Lauritzen, Dag Otto (* 1956), norwegischer Radsportler
- Lauritzen, Henny (1871–1938), dänische Stummfilm-Schauspielerin
- Lauritzen, Jan Thomas (* 1974), norwegischer Handballspieler und -trainer
- Lauritzen, Karsten (* 1983), dänischer Politiker der Partei Venstre und im Kabinett Lars Løkke Rasmussen II Minister für Steuern
- Lauritzen, Kjartan (* 1995), norwegischer Sänger
- Lauritzen, Lau junior (1910–1977), dänischer Filmregisseur, Schauspieler und Drehbuchautor
- Lauritzen, Lau senior (1878–1938), dänischer Regisseur und Filmautor
- Lauritzen, Lauritz (1910–1980), deutscher Politiker (SPD), MdL, MdB
- Lauritzen, Peter (* 1959), dänischer Beamter, Reichsombudsmann Grönlands
- Lauritzen, Theo (1911–1978), Schweizer Plastiker und Zeichner
- Lauritzen, Torkil (1901–1979), dänischer Schauspieler

### Lauro
- Lauro, Achille (1887–1982), italienischer Reeder und Politiker
- Lauro, Achille (* 1990), italienischer RapperAchille Lauro (* 1990)

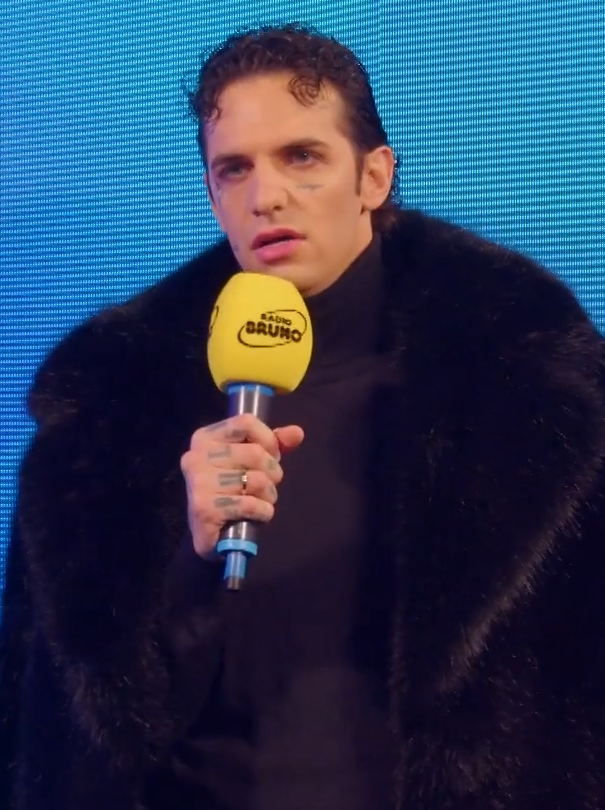
Achille Lauro (* 1990)

- Lauro, Antonio (1917–1986), venezolanischer Komponist und Gitarrist
- Lauro, Augusto (1923–2023), italienischer Geistlicher, römisch-katholischer Bischof von San Marco Argentano-Scalea
- Lauro, Germán (* 1984), argentinischer Kugelstoßer und Diskuswerfer
- Lauro, Vincenzo (1523–1592), italienischer Kardinal und Diplomat
- Lauronen, Martti (1913–1987), finnischer Skilangläufer
- Laurop, Christian Peter (1772–1858), deutscher Forstwissenschaftler
- Laurop, Wilhelm (1804–1879), deutscher Forstmann

### Laurs
- Laursen, Conrad (* 2006), dänischer Autorennfahrer
- Laursen, Georg (1889–1977), dänisch-sowjetischer Kommunist
- Laursen, Jacob (* 1971), französischer Fußballspieler
- Laursen, Jacob (* 1994), dänischer Fußballspieler
- Laursen, Jens Peter (1888–1967), dänischer Turner
- Laursen, Jimisola (* 1977), schwedischer Sprinter
- Laursen, Johnny (* 1964), dänischer Autorennfahrer
- Laursen, Linda (* 1953), dänische Schauspielerin
- Laursen, Martin (* 1977), dänischer Fußballspieler
- Laursen, Martin (* 1995), dänischer Handballspieler
- Laursen, Nikolai (* 1998), dänischer Fußballspieler
- Laursen, Per (* 1966), dänischer Dartspieler
- Laursen, Ulrik (* 1976), dänischer Fußballspieler
- Laursen, Valdemar (1900–1989), dänischer Fußballspieler und Fußballschiedsrichter
- Laursen, Vickie Bak (* 1976), dänische Schauspielerin

### Lauru
- Lauru, Cécile (1881–1959), französische Cellistin und Komponistin
- Laurus Schkurla (1928–2008), Oberhaupt der russisch-orthodoxen Auslandskirche
- Laurušas, Tomas (* 1996), litauischer Schachspieler
- Laurušas, Vytautas (1930–2019), litauischer Komponist
- Lauruschkat, Ralf (* 1950), deutscher Hockeyspieler

### Laury
- Laury, Waldemar (1862–1916), deutscher Eisenbahnbeamter und Präsident der Eisenbahndirektion Mainz
- Lauryk, Andrej (* 1974), belarussischer Fußballspieler
- Laurynas, Nikodemas (* 2004), litauischer Stabhochspringer
- Laurynenka, Natallja (* 1977), belarussische Ruderin
- Lauryssens, Stan (* 1946), belgischer Autor